# Magda Soares
Magda Becker Soares (Belo Horizonte, 7 de setembro de 1932 – 1 de janeiro de 2023) foi uma educadora, linguísta, pesquisadora e professora universitária brasileira. 
Referência em alfabetização no Brasil, cavaleira e comendadora da Ordem Nacional do Mérito Educativo, Magda era professora emérita aposentada da Faculdade de Educação da Universidade Federal de Minas Gerais. Autora de vários livros, principalmente didáticos de Língua Portuguesa usados dos anos 1970 a 1990, Magda pesquisou a alfabetização infantil por meio de uma perspectiva multifacetada, integrando análises de métodos de ensino com perspectivas sociais, políticas e históricas, legado que revolucionou o ensino infantil e a alfabetização nos anos iniciais.
Magda foi consultora do Ministério da Educação durante a gestão de Fernando Haddad e o Programa Nacional de Alfabetização na Idade Certa, de 2012, foi criado a partir de seus estudos sobre letramento infantil.

## Biografia
Magda nasceu na capital mineira em 1932. Ingressou na graduação em Letras Neolatinas pela Universidade Federal de Minas Gerais (UFMG) em 1953, defendendo doutorado em Didática pela mesma instituição em 1962, ano em que também obteve o título de livre-docente. Membro da Associação Nacional de Pós-Graduação e Pesquisa em Educação, membro de comitê assessor do Conselho Nacional de Desenvolvimento Científico e Tecnológico, professora titular e posteriormente professora emérita da UFMG, Magda era ainda conselheira da Communautée économique éuropéene, consultora da CAPES.
Com ampla experiência na área de educação, Magda defendia que o letramento deveria acontecer dialogando com o contexto em que o aluno se inseria, compreendendo que uma sociedade letrada como forma de se criar, também, uma sociedade mais justa, com melhor distribuição da riqueza e com todos acessando bens culturais.
Magda utilizava elementos do cotidiano das crianças para alfabetizá-las, o que era radicalmente diferente do modelo tradicional baseado em cartilhas e no ensino de famílias fonéticas. Desta forma, ela criou o conceito de alfaletrar, que une a ideia de letramento com perspectiva social e a necessidade de se ensinar, também, as famílias fonéticas.
Aposentada da universidade em 2000, Magda retornou para a escola pública a fim de vivenciar o cotidiano escolar de alfabetização. Seu último livro publicado, Alfaletrar: toda criança pode aprender a ler e escrever, pela editora Contexto, foi baseado em experiência da educadora na interação com professores da rede escolar municipal da cidade de Lagoa Santa, em Minas Gerais.

## Morte
Magda morreu na madrugada de domingo dia 1 de janeiro de 2023, em decorrência de uma metástase devido a um câncer diagnosticado anos antes. Magda estava sendo cuidada em casa e seu corpo foi cremado em cerimônia restrita à família.

## Publicações
- Comunicação em Língua Portuguesa, 1975;
- Técnica de Redação: as articulações linguísticas como técnica de pensamento, 1978;
- Travessia: Tentativa de Um Discurso da Ideologia, 1982;
- Alfabetização no Brasil: O Estado do Conhecimento, 1989;
- Português através de textos, 1990;
- Metamemória, memórias: travessia de uma educadora, 1991;
- Avaliação de letramento e suas implicações para medição estatística, 1992;
- Letramento: um tema em três gêneros, 1998;
- Alfabetização, 2001;
- Português: uma proposta para o letramento, 2002;
- Alfabetização: a questão dos métodos, 2017;
- Alfaletrar: toda criança pode aprender a ler e a escrever, 2020;